# L'amore sospetto
L'amore sospetto (La Moustache) è un film del 2005 diretto da Emmanuel Carrère, tratto dal romanzo del 1986 I Baffi (La Moustache) dello stesso Carrère.
È stato presentato nella Quinzaine des Réalisateurs del 58º Festival di Cannes, dove ha ricevuto il premio Label Europa Cinemas.

## Trama
Marc Thiriez, uomo parigino di mezza età, conduce una vita apparentemente serena insieme alla moglie Agnès. Una mattina, in un gesto tanto semplice quanto carico di significato personale, Marc decide di tagliarsi i baffi che porta da tutta la vita. Si aspetta reazioni, magari una risata o almeno un commento da parte di Agnès e dei loro amici più stretti, come Serge e Nadia. E invece… nulla. Nessuno sembra notare il cambiamento. Né Agnès né i colleghi, né tantomeno gli amici. Anzi, quando Marc fa notare l’assenza dei baffi, la risposta è sconcertante: “Ma tu non hai mai avuto i baffi”. Inizia così una spirale di sconcerto che presto si trasforma in paranoia. Agnès insiste sul fatto che Marc non ha mai portato baffi e propone addirittura di farlo visitare da uno psichiatra. Perfino vecchie fotografie, in cui Marc è, chiaramente, con i baffi, sembrano non bastare: la realtà attorno a lui si piega, si distorce, fino a renderlo sempre più isolato.
Il senso di smarrimento cresce quando neppure i colleghi sembrano dargli conferme, e persino la voce registrata del padre – morto da un anno – appare come un enigma. Le persone più vicine a Marc sembrano diventare estranee o complici di un inganno. Spaventato e ormai incapace di distinguere tra verità e follia, Marc fugge a Hong Kong, cercando altrove una risposta, o forse una via d’uscita da un mondo che ha cessato di avere senso.

## Riconoscimenti
- Festival di Cannes 2005: Premio Label Europa Cinemas
- Efebo d'oro 2006, Palermo: Premio Cinema